# Interieur (Pferd)
Als Interieur bezeichnet man in der Pferdezucht beziehungsweise im Pferdesport typischerweise zugeschriebene psychische Eigenschaften und Verhaltensweisen von Rassepferden. Im Gegensatz dazu werden die physischen Eigenschaften als Exterieur bezeichnet. Interieur und Exterieur dienen somit der Charakterisierung und Einschätzung eines Hauspferdes und sind als Kriterien Bestandteil von Eignungsprüfungen in der Pferdezucht.

## Interieur-Eigenschaften
Unter dem Begriff Interieur werden verschiedenste Verhaltens- und Charaktereigenschaften subsumiert. Zu den wichtigsten zählen dabei positive Eigenschaften wie Ausgeglichenheit, Ruhe, Gutmütigkeit, Nervenstärke, Temperament, Aufmerksamkeit, allgemeine Intelligenz, Auffassungsvermögen und Begabung, Sozialverhalten oder negative Eigenschaften wie beispielsweise Angst, Nervosität, Überreaktion oder so genannte Charakterfehler wie Beißen, Scheuen, Schlagen, Sprungverweigerung oder Nichtziehen (Kutschpferde).
Bei Leistungsprüfungen werden auch darüber hinausgehende Eigenschaften wie Gesundheit, Konstitution, Regenerationsvermögen oder Futterverwertung zu den Interieureigenschaften gezählt. Welche dieser Eigenschaften gewünscht sind oder bei bestimmten Pferderassen häufiger auftreten, hängt von dem definierten Zuchtziel der jeweiligen Rasse ab.

## Prüfung
Die Leistungsprüfungen der Bundesländer und der einzelnen Zuchtverbände sehen auch eine Prüfung des Interieurs vor. Die Ausprägung dieser Eigenschaften wird mit einer Wertnotenskala gemäß § 57 Punkt 1.2 der LPO (Leistungsprüfungsordnung) mit Noten von 10 (ausgezeichnet) bis 1 (sehr schlecht) beziehungsweise 0 (nicht ausgeführt) bewertet. Die Interieurprüfung besteht aus einer Einzelprüfung des Charakters (durch einen Veterinärmediziner), des Temperamentes und der Leistungsbereitschaft (durch Fremdreiter). Alle drei Prüfungen gehen mit je 5 % in die Gesamtprüfung ein.

## Interieur bei Zugpferden
Als Zugpferde im Fahrsport eignen sich insbesondere Pferde, die ein ausgeglichenes Wesen aufweisen, fleißig und aufmerksam sind. Unerwünscht sind nervöse, schreckhafte oder abgestumpfte Pferde.

## Interieur bei Therapiepferden
Therapiepferde werden bei der Reittherapie im Bereich der Hippotherapie (Krankengymnastik), beim heilpädagogischen Reiten und Reiten als Sport für geistig und körperlich Behinderte eingesetzt. Deshalb sind die Anforderungen an das Interieur bei Pferden für diesen Einsatzzweck besonders hoch. Geeignet sind Pferde, die über ein gutmütiges und ausgeglichenes Wesen verfügen und den Anweisungen des Therapeuten ausnahmslos Folge leisten. Leistungsbereitschaft, Gesundheit, ein positives Lernverhalten und ein gutes Sozialverhalten sind ebenfalls unabdingbar. Ein harmonischer und vertrauenswürdiger Gesamteindruck ist ebenfalls erwünscht. Therapiepferde dürfen während der Arbeit nicht schreckhaft sein und müssen vor allem in der Lage sein, unkoordiniertes und nicht vorhersehbares Verhalten der Reiter problemlos sowie ruhig und gelassen zu tolerieren.